# Waynakuna Perú
Waynakuna Perú (del quechua: waynakuna ‘jóvenes solteros’) fue una organización no gubernamental de defensa de los derechos humanos especializada en el monitoreo de grupos terroristas, educar la población sobre estos temas y luchar contra las ideas autoritarias. Fue dirigida y operada por el especialista Luis Alberto Sánchez Cáceres.
El grupo se define como anticomunista y mantenía un seguimiento a grupos políticos como Perú Libre, MOVADEF, CBMR, FARC en Loreto, MPC, PCE - Sol Rojo, entre otros.
La organización ha sido citada por medios peruanos como RPP, Caretas, Diario Correo, entre otros, y también por medios internacionales como Associated Press y Libertad Digital.

## Controversias
Waynakuna hizo una denuncia sobre una supuesta presencia del Comité Base Mantaro Rojo en la zona de Acobamba. El Ministerio de Educación rechazó está acusación y les acusó de desinformación.